# Spinomantis aglavei
Espèce
Synonymes
- Rhacophorus aglavei Methuen & Hewitt, 1913
- Mantidactylus aglavei (Methuen & Hewitt, 1913)
- Rhacophorus sikorae Boettger, 1913

Statut de conservation UICN

 LC  : Préoccupation mineure
Spinomantis aglavei est une espèce d'amphibiens de la famille des Mantellidae.

## Répartition

Aire de répartition de Spinomantis aglavei.

Cette espèce est endémique de Madagascar. Elle se rencontre du niveau de la mer jusqu'à 1 500 m d'altitude du mont Marojejy jusqu'au parc national d'Andohahela,.

## Description
Spinomantis aglavei mesure de 40 à 50 mm. Son dos est brun verdâtre et évoque une écorce d'arbre. Ses pattes arrière présentent des bandes transversales. Son ventre est blanchâtre. Sa peau est plus ou moins granuleuse. Les mâles ont un seul sac vocal.

## Étymologie
Cette espèce est nommée en l'honneur de M. Aglave, l'administrateur de la province d'Andevoranto.

## Publications originales
- Boettger, 1913 : Reptilien und Amphibien von Madagascar, den Inseln und dem Festland Ostafrikas. in Voeltzkow, Reise in Ost-Afrika in den Jahren 1903-1905 mit Mitteln der Hermann und Elise geb. Heckmann-Wentzel-Stiftung. Wissenschaftliche Ergebnisse. Systematischen Arbeiten. vol. 3, no 4, p. 269-376 (texte intégral).
- Methuen & Hewitt, 1913 : On a collection of Batrachia from Madagascar made during the year 1911. Annals of the Transvaal Museum, vol. 4, no 2, p. 49-64 (texte intégral).